# Коэльо да Силва, Жуан Маркос
Жуа́н Ма́ркос Коэ́льо да Си́лва, более известный как просто Жуа́н Ма́ркос (порт. João Marcos Coelho da Silva; 1 июня 1953, Ботукату, Сан-Паулу — 2 апреля 2020, Ботукату, Сан-Паулу) — бразильский футболист, выступавший в 1970—1980-е годы на позиции вратаря.

## Биография
Жуан Маркос был воспитанником школы «Гуарани» из Кампинаса. В основном составе «бугре» дебютировал в 1971 году, и выступал за команду до 1975 года. В 1974 году на правах аренды выступал за «Америку» (Сан-Жозе-ду-Риу-Прету), а затем играл за «Сан-Бенту» из Сорокабы. С 1976 по 1980 год играл за «Нороэсте». В 1980 году подписал контракт со своим первым клубом-грандом бразильского футбола — «Палмейрасом».
Выступая за «Палмейрас», Жуан Маркос привлёк внимание тренерского штаба сборной Бразилии. В 1983 году Карлос Алберто Паррейра вызывал вратаря «Палмейраса» в ходе Кубка Америки, который в том году полностью прошёл по системе плей-офф без единого места проведения. Бразилия дошла до финала турнира, где в двух матчах уступила Уругваю. Таким образом, Жуан Маркос стал серебряным призёром турнира в качестве резервного вратаря бразильской команды.
21 июня 1984 года Жуан Маркос единственный раз сыграл за сборную Бразилии в товарищеском матче против Уругвая. «Селесан» обыграла соперников со счётом 1:0.
С 1984 по 1986 год выступал за «Гремио», с которым дважды выиграл чемпионат штата. Завершил карьеру в «Новуризонтино» в 1986 году.
После завершения игровой карьеры работал тренером в детско-юношеских командах. На протяжении многих лет страдал от алкоголизма. Лечился в клинике с 2010 по 2014 год, а после окончательной победы над недугом в мае 2014 года опубликовал автобиографическую книгу.
Жуан Маркос был женат и имел троих детей. Умер 2 апреля 2020 года в возрасте 66 лет из-за осложнений болезни пищевода.

## Титулы и достижения
- Чемпион штата Риу-Гранди-ду-Сул (2): 1985, 1986
- Вице-чемпион Кубка Америки (1): 1983 (не играл)